# Paweł Michno
Paweł Michno – polski choreograf, instruktor tańca, sędzia taneczny i tancerz zawodowy (uzyskał dyplom ZASP), specjalizujący się w tańcu jazzowym i wszelkich jego odmianach.
Pracował jako choreograf w programie TVN You Can Dance – Po prostu tańcz. Od 2007 roku jest instruktorem tańca w Egurrola Dance Studio, prowadzi formację Jazz One i Jazz One Juniors tworzy dla nich choreografie. Formacja Jazz One odniosła już wiele sukcesów, m.in. wywalczyła dwukrotnie tytuły Mistrzów Polski oraz Mistrzów Świata (2010, 2011).

## Rodzina
W latach 2007–2016 był żonaty z tancerką Magdaleną Soszyńską, z którą ma syna Juliana (ur. 2009).